# Tiberio Murgia
Tiberio Murgia (Oristano, 5 febbraio 1929 – Tolfa, 20 agosto 2010) è stato un attore italiano.

## Biografia

### Gli inizi
Nato ad Oristano da una famiglia povera, inizia a lavorare fin da giovanissimo come manovale. A venti anni è venditore ambulante de l'Unità, l'organo di stampa del Partito Comunista Italiano. I dirigenti della locale sezione del partito intravedono in lui particolari doti politiche e lo inviano alla Scuola delle Frattocchie. Al suo rientro, sei mesi dopo, diviene segretario della Federazione Giovanile Comunista Italiana e si sposa. Dopo qualche tempo però inizia ad intrattenere una relazione con una compagna di partito, a seguito della quale, per lo scandalo destato, viene espulso dal PCI.
Murgia emigra quindi in Belgio, a Marcinelle, il grande centro carbonifero che vede impiegati come minatori diverse migliaia di lavoratori italiani. Anche lì stabilisce una relazione sentimentale con la moglie di un collega belga, scampando rocambolescamente alla morte la notte fatale del disastro di Marcinelle, nella quale un'esplosione di gas uccide tutti i minatori del suo turno, compreso il marito della signora. Murgia infatti si era finto malato per potersi intrattenere con la donna. Questa storia, fu pubblicata la prima volta nel 1959 sul settimanale Gente, in un ampio servizio a firma del noto romanziere e giornalista Renato Barneschi dedicato a Murgia, dal titolo Ferribotte ha trovato l'amore sul continente.

### Il cinema

I soliti ignoti (1958) di Mario Monicelli, sono presenti da sinistra: Renato Salvatori, Tiberio Murgia, Carlo Pisacane, Vittorio Gassman e Marcello Mastroianni

Murgia ritorna nella sua città natale, ma è costretto ad emigrare a Roma per sfuggire all'ira dei familiari di un'altra giovane donna, che egli corteggia nonostante sia già sposata. Nella capitale inizia a lavorare come lavapiatti in una trattoria del centro (Il re degli amici) fin quando viene notato da un assistente del regista Mario Monicelli, che lo invita in studio per un provino. Il regista gli affida il ruolo di Ferribotte (storpiatura di ferry boat, il traghetto che unisce la Sicilia al continente), il gelosissimo e possessivo immigrato siciliano, nella banda di inesperti e pasticcioni malavitosi romani che, nel capolavoro della commedia all'italiana del 1958, I soliti ignoti, tenta di scassinare senza successo la cassaforte del Monte dei Pegni.
Pur essendo sardo, Murgia rimarrà fedele al personaggio e allo stereotipo caricaturale del siciliano per gran parte delle sue apparizioni cinematografiche che si articoleranno, con una certa regolarità, per tutti i 40 anni successivi, attraversando i principali generi popolari del nostro cinema recente, e, proprio in quanto sardo, viene doppiato con cadenza sicula da attori quali Renato Cominetti, Ignazio Balsamo, Michele Gammino e Turi Ferro. Il grande pubblico lo ricorderà certamente per la sua mimica facciale, gli occhi spesso socchiusi e le sopracciglia perennemente arcuate e folte, il capo leggermente rivolto all'indietro nella rappresentazione satirica di un siciliano diffidente e ostinato.
Lo stesso stereotipo sarà anche sfruttato in pubblicità: Tiberio Murgia infatti sarà testimonial del caffè Lavazza nei caroselli televisivi. Sempre nei panni di Ferribotte prende parte al séguito de I soliti ignoti (Audace colpo dei soliti ignoti) diretto da Nanni Loy nel 1959 e, sempre al fianco di Marcello Mastroianni e Vittorio Gassman, conclude la saga nel 1985 con il film di Amanzio Todini, I soliti ignoti vent'anni dopo. Sempre per la regia di Mario Monicelli prende parte, nel ruolo secondario del soldato Nicotra, ne La grande guerra del 1959 e, al fianco di Monica Vitti, ne La ragazza con la pistola del 1968.

Tiberio Murgia (a destra) con Ferruccio Amendola e Vittorio Gassman in una scena de La grande guerra (1959), di Monicelli

Gli anni sessanta lo vedono partecipare, sempre in ruoli di comprimario, in molte produzioni a carattere parodistico e alle commedie leggere tipiche del cinema italiano di quel periodo. Nel 1961, prese parte al film L'onorata società di Riccardo Pazzaglia, insieme a Ciccio Ingrassia, Franco Franchi e Vittorio De Sica. L'anno seguente, per la regía di Sergio Corbucci, invece, è al fianco di Totò, Franco e Ciccio ne Il giorno più corto. Nel 1966, per la regía di Vittorio De Sica, veste i panni di un investigatore in Caccia alla volpe mentre nei primi anni settanta compare in diverse produzioni appartenenti al genere decamerotico, sotto la regía di Mariano Laurenti.
Tiberio Murgia è attivo anche per gran parte degli anni ottanta e compare in diverse delle commedie interpretate da Adriano Celentano per la direzione di Castellano e Pipolo, nonché in diversi film diretti da Nando Cicero.

### Gli ultimi anni e la morte
Nel 1998 partecipa al film I volontari di Domenico Costanzo. Nel 2001, al fianco di Nino Manfredi, Murgia interpreta un ruolo secondario nel film di Diego Febbraro Una milanese a Roma e prende inoltre parte alla commedia di Vincenzo Terracciano Ribelli per caso, assieme ad Antonio Catania. Nel 2008 interpreta una piccola parte nel film Chi nasce tondo... di Alessandro Valori, al fianco di Valerio Mastandrea.
Alla fine del 2004 l'attore dà alle stampe la propria autobiografia Il solito ignoto, scritta con la collaborazione del giornalista Sergio Sciarra. L'uscita del libro lo riconduce alla ribalta grazie all'attenzione dei mass media e di alcuni critici cinematografici, da Tullio Kezich a Tatti Sanguineti a Roberto Silvestri. La sortita editoriale culmina nel 2006 con l'adozione dell'autobiografia come libro di testo all'Università La Sapienza di Roma, nel corso di storia del cinema italiano tenuto dal professor Orio Caldiron. La sua ultima apparizione televisiva risale al 2008, in una puntata della trasmissione I migliori anni, condotta da Carlo Conti.
Malato da tempo di Alzheimer, Murgia è morto in una casa di cura per anziani a Tolfa il 20 agosto 2010, ultimo sopravvissuto tra i protagonisti maschili de I soliti ignoti. I funerali furono celebrati il 23 agosto, presso la Basilica di San Lorenzo al Cimitero del Verano, dov'è sepolto. Nel 2012 è stato realizzato il documentario L'insolito ignoto - Vita acrobatica di Tiberio Murgia (a cura di Sergio Naitza) che ripercorre la vita dell'attore e raccoglie un'intervista inedita a poche settimane dalla morte.

## Filmografia

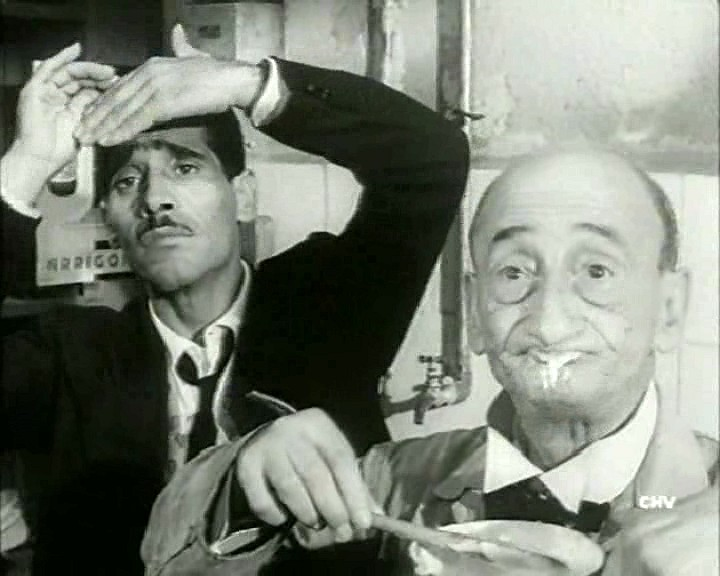
Tiberio Murgia e Carlo Pisacane nel film Audace colpo dei soliti ignoti (1958)

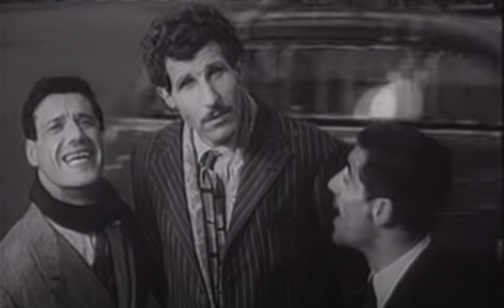
Tiberio Murgia insieme a Franco Franchi e Ciccio Ingrassia in una scena del film
L'onorata società (1961)

### Cinema
- I soliti ignoti, regia di Mario Monicelli (1958)
- Uomini e nobiluomini, regia di Giorgio Bianchi (1959)
- Il raccomandato di ferro, regia di Marcello Baldi (1959)
- Rififi fra le donne, regia di Alex Joffé (1959)
- Le cameriere, regia di Carlo Ludovico Bragaglia (1959)
- Europa di notte, regia di Alessandro Blasetti (1959)
- Audace colpo dei soliti ignoti, regia di Nanni Loy (1959)
- Costa Azzurra, regia di Vittorio Sala (1959)
- La cento chilometri, regia di Giulio Petroni (1959)
- La grande guerra, regia di Mario Monicelli (1959)
- Il terrore dell'Oklahoma, regia di Mario Amendola (1959)
- Juke box - Urli d'amore, regia di Mauro Morassi (1959)
- Tu che ne dici?, regia di Silvio Amadio (1960)
- I baccanali di Tiberio, regia di Giorgio Simonelli (1960)
- Il carro armato dell'8 settembre, regia di Gianni Puccini (1960)
- I Teddy boys della canzone, regia di Domenico Paolella (1960)
- A qualcuna piace calvo, regia di Mario Amendola (1960)
- Genitori in blue-jeans, regia di Camillo Mastrocinque (1960)
- La regina delle Amazzoni, regia di Vittorio Sala (1960)
- Fontana di Trevi, regia di Carlo Campogalliani (1960)
- Meravigliosa (Los dos rivales), regia di Carlos Arévalo e Siro Marcellini (1960)
- Le svedesi, regia di Gian Luigi Polidoro (1960)
- Ferragosto in bikini, regia di Marino Girolami (1960)
- Mariti a congresso, regia di Luigi Filippo D'Amico (1961)
- Mina... fuori la guardia, regia di Armando William Tamburella (1961)
- I soliti rapinatori a Milano, regia di Giulio Petroni (1961)
- L'onorata società, regia di Riccardo Pazzaglia (1961)
- Rocco e le sorelle, regia di Giorgio Simonelli (1961)
- Maurizio, Peppino e le indossatrici, regia di Filippo Walter Ratti (1961)
- Cacciatori di dote, regia di Mario Amendola (1961)
- Che femmina!! e... che dollari!, regia di Giorgio Simonelli (1961)
- La ragazza sotto il lenzuolo, regia di Marino Girolami (1961)
- Le ambiziose, regia di Antonio Amendola (1961)
- Bellezze sulla spiaggia, regia di Romolo Guerrieri (1961)
- Vacanze alla baia d'argento, regia di Filippo Walter Ratti (1961)
- Pesci d'oro e bikini d'argento, regia di Carlo Veo (1961)
- Nerone '71, regia di Filippo Walter Ratti (1962)
- Canzoni a tempo di twist, regia di Stefano Canzio (1962)
- Il mio amico Benito, regia di Giorgio Bianchi (1962)
- Il tiranno di Siracusa, regia di Alberto Cardone e Curtis Bernhardt (1962)
- I Don Giovanni della Costa Azzurra, regia di Vittorio Sala (1962)
- Canzoni in... bikini, regia di Giuseppe Vari (1963)
- La ragazza che sapeva troppo, regia di Mario Bava (1963)
- Il giorno più corto, regia di Sergio Corbucci (1963)
- Divorzio alla siciliana, regia di Enzo Di Gianni (1963)
- Follie d'estate, regia di Carlo Infascelli ed Edoardo Anton (1963)
- Il treno del sabato, regia di Vittorio Sala (1964)
- La vedova, episodio di 3 notti d'amore, regia di Renato Castellani (1964)
- Cadavere a spasso, regia di Marco Masi (1965)
- Tre gendarmi a New York (Le Gendarme à New York), regia di Jean Girault (1965)
- L'uomo di Casablanca (L'homme de Marrakesch), regia di Jacques Deray (1966)
- Caccia alla volpe, regia di Vittorio De Sica (1966)
- Il Santo prende la mira (Le Saint prend l'affût), regia di Christian-Jaque (1966)
- Ric e Gian alla conquista del West, regia di Osvaldo Civirani (1967)
- Io non protesto, io amo, regia di Ferdinando Baldi (1967)
- Colpo di sole, regia di Mino Guerrini (1968)
- La ragazza con la pistola, regia di Mario Monicelli (1968)
- Una ragazza di Praga, regia di Sergio Pastore (1969)
- Mercanti di vergini, regia di Renato Dall'Ara (1969)
- Beato fra le donne (L'Homme orchestre), regia di Serge Korber (1970)
- I due maghi del pallone, regia di Mariano Laurenti (1970)
- All'ovest di Sacramento (Le Juge), regia di Jean Girault e Federico Chentrens (1971)
- Ma che musica maestro, regia di Mariano Laurenti (1971)
- Violentata sulla sabbia, regia di Renzo Cerrato (1971)
- Darsela a gambe (1971)
- I due assi del guantone (1971)
- Anche se volessi lavorare, che faccio? (1972)
- Le notti peccaminose di Pietro l'Aretino (1972)
- La bella Antonia, prima monica e poi dimonia (1972)
- Il figlioccio del padrino (1973)
- I giochi proibiti de l'Aretino Pietro (1973)
- Buona parte di Paolina, regia di Nello Rossati (1973)
- I sette magnifici cornuti, regia di Luigi Russo (1974)
- 4 marmittoni alle grandi manovre, regia di Marino Girolami (1974)
- La commessa, regia di Riccardo Garrone (1975)
- Il gatto mammone, regia di Nando Cicero (1975)
- La sposina, regia di Sergio Bergonzelli (1976)
- Taxi Love, servizio per signora, regia di Sergio Bergonzelli (1976)
- Per amore di Poppea (1977)
- La vergine, il toro e il capricorno (1977)
- La soldatessa alla visita militare (1977)
- Quando c'era lui... caro lei! (1978)
- La soldatessa alle grandi manovre (1978)
- L'albero della maldicenza, regia di Giacinto Bonacquisti (1979)
- La liceale, il diavolo e l'acquasanta, regia di Nando Cicero (1979)
- L'ombrello bulgaro (1980)
- Innamorato pazzo, regia di Castellano e Pipolo (1981)
- Il turno (1981)
- Pierino la peste alla riscossa!, regia di Umberto Lenzi (1982)
- Vigili e vigilesse, regia di Franco Prosperi (1982)
- Biancaneve & Co., regia di Mario Bianchi (1982)
- Grand Hotel Excelsior, regia di Castellano e Pipolo (1982)
- Attila flagello di Dio, regia di Castellano e Pipolo (1982)
- Paulo Roberto Cotechiño centravanti di sfondamento, regia di Nando Cicero (1983)
- Stesso mare stessa spiaggia, regia di Elo Pannacciò (1983)
- Segni particolari: bellissimo, regia di Castellano e Pipolo (1983)
- I soliti ignoti vent'anni dopo, regia di Amanzio Todini (1985)
- Il ragazzo del Pony Express, regia di Franco Amurri (1986)
- Amore inquieto di Maria, regia di Sergio Pastore (1987)
- La tempesta (1988)
- Operazione pappagallo, regia di Marco Di Tillo (1988)
- Diceria dell'untore, regia di Beppe Cino (1990)
- Miele dolce amore (1994)
- L'amico di Wang (1997)
- I volontari (1998)
- Complimenti, che carattere! (1999)
- Un giudice di rispetto (2000)
- Una milanese a Roma (2001)
- Ribelli per caso (2001)
- Mario Monicelli, l'artigiano di Viareggio, regia di Marco Cucurnia - documentario (2001)[8]
- Come inguaiammo il cinema italiano - La vera storia di Franco e Ciccio, regia di Ciprì e Maresco - Documentario (2004)
- Leone e Giampiero (2006)
- E guardo il mondo da un oblò, regia di Stefano Calvagna (2007)
- Chi nasce tondo..., regia di Alessandro Valori (2008)
- Holy Money, regia di Maxime Alexandre (2009)
- L'insolito ignoto - Vita acrobatica di Tiberio Murgia, regia di Sergio Naitza - Documentario (2012)

### Televisione
- Docteur Caraïbes – serie TV (1973)
- Le cinque stagioni – film TV (1976)
- ...e la vita continua[9] – miniserie TV (1984)
- Quei trentasei gradini – miniserie TV (1984)
- Cinecittà Cinecittà, regia di Vittorio De Sisti - miniserie TV (Rai 2, 1985)
- Il vigile urbano – serie TV (1989)
- Classe di ferro – serie TV (1991)[10]
- Un commissario a Roma[11] – serie TV (1993)
- Italian Restaurant – miniserie TV (1994)
- Nando dell'Andromeda – film TV (2000)
- Distretto di Polizia – serie TV, episodio 1x17 (2000)
- Tutti pazzi per amore 2 - serie TV (2010) - postumo

## Teatro
- Le donne, i cavalier, l'arme... io canto, adattamento e regia di Paolo Todisco (2002), con Maria Rosaria Omaggio

## Ospitate televisive
- Maurizio Costanzo Show (Rete 4, 1985), insieme a Nino Frassica;
- Caro Totò, ti voglio presentare... (Rai 1, 1992);
- Quelli che il calcio (Rai 3, 19 Marzo 1995);
- Amici (Canale 5, 1997);
- Novecento (Rai 1, 2002), insieme a Riccardo Garrone e Enzo Cannavale;
- I migliori anni (Rai 1, 2008)

## Pubblicità
- Deodorante Gled Aria Nuova (1981), con Natale Tulli
- Mobili la precciosa (1988)[12]

Nel 1964 partecipa a una serie della rubrica pubblicitaria Carosello per conto della Lavazza.

## Videoclip
- Meravigliosa (la Luna) (2004)

## Riconoscimenti
- Tropea Film Festival
  - 2009 – Premio alla carriera[13]

## Doppiatori italiani
- Renato Cominetti in I soliti ignoti, Uomini e nobiluomini, Audace colpo dei soliti ignoti, Costa Azzurra, Ferragosto in bikini, Il gatto mammone, I soliti ignoti vent'anni dopo
- Ignazio Balsamo in La ragazza sotto il lenzuolo, Bellezze sulla spiaggia, Divorzio alla siciliana, La ragazza con la pistola
- Michele Gammino in I due maghi del pallone, I due assi del guantone, La bella Antonia, prima monaca e poi dimonia
- Turi Ferro in La grande guerra
- Vinicio Sofia in Il terrore dell'Oklahoma
- Carlo Croccolo in Io non protesto, io amo